# Andrew Veyette
Andrew Veyette (Denver, 1982) è un ex ballerino statunitense, primo ballerino del New York City Ballet dal 2007 al 2025.

## Biografia
Nato a Denver, ha cominciato a studiare danza a nove anni e nel 1998 è stato ammesso alla School of American Ballet. Due anni più tardi è stato scritturato dal New York City Ballet, di cui è diventato solista nel 2006 e ballerino principale nel 2007. Nel 2008 ha esordito sulle scene londinesi danzando al London Coliseum, in un programma di opere di Balanchine che gli è valso il plauso di The Guardian. Ha dato il suo addio alla compagnia nel maggio 2025 dopo venticinque anni con il New York City Ballet, diciotto dei quali come primo ballerino.
Nei suoi cinque lustri con la compagnia ha danzato in un vasto repertorio che includeva ruoli quali Sigfried ne Il lago dei cigni e Frantz in Coppélia, nonché un gran numero di coreografie di George Balanchine, Mauro Bigonzetti, August Bournonville, Merce Cunningham, Eliot Feld, Peter Martins, Aleksej Ratmanskij, Justin Peck, Jerome Robbins, Susan Stroman, Lynne Taylor-Corbett e Christopher Wheeldon. Ha inoltre danzato nelle prime mondiali di creazioni di Warren Carlyle e Liam Scarlett.
È stato sposato con la prima ballerina del NYCB Megan Fairchild dal 2011 al 2017 e nel 2023 si è risposato con Ashley Hod, solista nella compagnia.